# Matthias Wenzel
Matthias Wenzel (* 1962 in Gotha) ist ein deutscher Sachbuchautor und Publizist.

## Leben
Matthias Wenzel legte 1980 das Abitur an der Arnoldischule seiner Heimatstadt ab. Von 1988 bis 1992 war er als Lehrer für Englisch und Russisch in Sachsen-Anhalt tätig. Von 1997 bis 2000 war er Museumsleiter des Bach-Stammhauses in Wechmar. Seit 1999 ist er stellvertretender Vorsitzender des Fördervereins Gothaer Tivoli. Seit 2008 hat Wenzel einen Sitz im Gothaer Stadtrat und ist seit 2014 Stadtratsvorsitzender. Seit 1995 ist er Vorsitzender des Vereins für Stadtgeschichte Gotha. Wenzel verfasste zahlreiche lokalgeschichtliche Publikationen und Zeitungsartikel.

## Bücher
- Villen in Gotha. Rhino-Verlag, 2000, ISBN 3-932081-40-4.
- Erinnerungen an Gotha wie es einmal war. Wartberg-Verlag, 2001. ISBN 3-86134-838-1.
- Von der herzoglichen Residenz zur Industriestadt. Ulenspiegel Verlag, 2002, ISBN 3-932655-18-4.
- Gotha. Ein Fotoalbum. Sutton Verlag, 2003, ISBN 978-3-89702-598-1.
- Gothaer Denkmäler und Gedenksteine. Sutton Verlag, 2004, ISBN 3-89702-742-9.
- Gotha auf alten Postkarten. Sutton Verlag, 2005, ISBN 978-3-89702-822-7.
- Das sehenswerte Gotha. Stadtführer ... Gotha 2006, ISBN 3-00-019345-6. (zusammen mit Kamen Pawlow)
- Wendezeiten Gotha. Sutton Verlag, 2009, ISBN 978-3-86680-456-2.
- Mohren, Riese und Prophet. Alt-Gothaer Gastlichkeit. Sutton Verlag, 2010, ISBN 978-3-86680-696-2.
- Die Gothaer Straßenbahn und Thüringerwaldbahn. Sutton Verlag, 2011, ISBN 978-3-86680-914-7.
- Zeitsprünge Gotha. Sutton Verlag, 2012, ISBN 978-3-95400-055-5.[3]
- Alt-Gotha in Farbe. Sutton Verlag, 2013, ISBN 978-3-95400-229-0.
- Gotha 1933–1945 in Fotografien. Sutton Verlag, 2016, ISBN 978-3-95400-761-5.
- Gotha in Farbe 1950–1980. Sutton Verlag, 2017, ISBN 978-3-95400-821-6.

## Aufsätze, Festschriften, Dokumentationen (Auswahl)
- Kreissparkasse Gotha 1830–1998. Eine Unternehmensgeschichte. Gotha 1998.
- Zum 100. Todestag des Bildhauers und Professors Christian Behrens. In: Gothaer Tagespost/TLZ. 15. September 2005.
- 175 Jahre Stadt-Apotheke Gotha. Festschrift. Gotha 2006.
- Dokumentation zur Geschichte des Friedhofs II. Gotha 2014.